# Prawo Snelliusa
Prawo Snelliusa, prawo Snella, prawo załamania światła, II prawo załamania światła, prawo refrakcji – prawo fizyki, konkretniej optyki geometrycznej, opisujące zmianę kierunku biegu promienia światła przy przejściu przez granicę między dwoma ośrodkami przezroczystymi o różnych współczynnikach załamania. Prawo to wzięło swą nazwę od holenderskiego astronoma i matematyka Willebrorda Snella zwanego Snelliusem, który jako pierwszy opublikował poprawne rozumowanie dotyczące tego zagadnienia w roku 1621.
Na mocy prawa załamania można uzasadnić zjawisko całkowitego wewnętrznego odbicia oraz określić warunki, w jakich ono zachodzi.

## Prawo załamania

Załamanie promienia na granicy ośrodków

Prawo załamania formułuje się bazując na założeniach optyki geometrycznej. Zgodnie z rysunkiem, promień padający biegnący w ośrodku pierwszym, pada na granicę ośrodków, po czym zmienia kierunek (załamuje się) i jako promień załamany biegnie w ośrodku drugim.
Prawo Snelliusa mówi, że promienie padający i załamany oraz prostopadła padania (normalna) leżą w jednej płaszczyźnie, a kąty spełniają zależność:
{\displaystyle {\frac {\sin \theta _{1}}{\sin \theta _{2}}}={\frac {n_{2}}{n_{1}}}=n_{21},}
gdzie:
{\displaystyle n_{1}} – współczynnik załamania światła ośrodka pierwszego,
{\displaystyle n_{2}} – współczynnik załamania światła ośrodka drugiego,
{\displaystyle n_{21}} – względny współczynnik załamania światła ośrodka drugiego względem pierwszego,
{\displaystyle \theta _{1}} – kąt padania, kąt między promieniem padającym a normalną do powierzchni granicznej ośrodków,
{\displaystyle \theta _{2}} – kąt załamania, kąt między promieniem załamanym a normalną.
Jeżeli światło przechodzi z ośrodka o mniejszym współczynniku załamania światła do ośrodka o współczynniku większym (np. powietrze-woda), tak jak na rysunku, to kąt załamania jest mniejszy od kąta padania. Jeżeli na odwrót (szkło-powietrze) – kąt załamania jest większy.
Współczynnik załamania dla danego ośrodka rośnie wraz z gęstością, np. w atmosferze maleje wraz z wysokością. Dla różnych ośrodków tendencja ta jest na ogół również zachowana, ale nie jest regułą. Przykładem może być etanol, który ma mniejszą gęstość niż woda, ale większy współczynnik załamania.

## Historia
Już Klaudiusz Ptolemeusz w II w. n.e. podał przybliżone prawo załamania, przyjmując proporcjonalność kątów. W XIII w. Robert Grosseteste sugerował dużo grubsze przybliżenie – kąt załamania miałby być równy połowie kąta padającego. Potem między innymi Johannes Kepler proponował przybliżone wzory na kąt odchylenia promienia:
{\displaystyle \theta _{1}-\theta _{2}={\frac {n}{\cos \theta _{1}}},}
{\displaystyle \theta _{1}-\theta _{2}={\frac {\theta _{1}}{\cos \theta _{2}}}{\frac {n-1}{n}},}
{\displaystyle 2\theta _{1}-\theta _{2}=n\sin \theta _{1},}
{\displaystyle \operatorname {tg} \theta _{1}=n\sin(\theta _{1}-\theta _{2}),}
{\displaystyle 1-{\frac {\operatorname {tg} \theta _{1}}{\operatorname {tg} (\theta _{1}-\theta _{2})}}=n\sin \theta _{1},}
{\displaystyle 1-{\frac {\operatorname {tg} \theta _{1}}{\operatorname {tg} (\theta _{1}-\theta _{2})}}=n\operatorname {tg} \theta _{1},}
{\displaystyle 1-{\frac {\operatorname {tg} \theta _{1}}{\operatorname {tg} (\theta _{1}-\theta _{2})}}=n'+n\sin \theta _{1},}
{\displaystyle 1-\theta _{2}=n'+{\frac {n}{\cos \theta _{1}}}.}
Choć za odkrywcę prawa na drodze doświadczalnej uznaje się Willebrorda Snella, to znaleziono zapisy świadczące, że prawo to było znane wcześniej. Jako pierwszy odkrył je Ibn Sahl w X wieku n.e. Prawdopodobnie już w 1601 Thomas Harriot odkrył poprawne prawo załamania, ale nie publikował swoich wyników. Snell także nie publikował swoich wyników z 1621, ale jego rękopis widział Christiaan Huygens. Prawo załamania zostało też sformułowane niezależnie przez Kartezjusza i to on je opublikował jako pierwszy, w 1637 (La Dioptrique).
Kartezjusza podejrzewano o plagiat rękopisu Snella. Huygens bronił go przed tymi zarzutami, prawdopodobnie nieprawdziwymi.

## Zależności
Prawo to można wyprowadzić z zasady Fermata lub zasady Huygensa przy uwzględnieniu faktu, że światło rozchodzi się w różnych ośrodkach z różnymi prędkościami. Wówczas
{\displaystyle {\frac {\sin \theta _{1}}{\sin \theta _{2}}}={\frac {n_{2}}{n_{1}}}={\frac {v_{1}}{v_{2}}}.}
Prawo Snelliusa opisuje zależności geometryczne między kierunkami promieni w sposób kompletny tylko dla ośrodków jednorodnych. W ośrodkach anizotropowych promień świetlny może rozdzielać się na dwa promienie, zjawisko takie nazywane jest dwójłomnością. Wówczas kierunek tylko jednego z promieni (normalnego) daje się opisywać tym prawem, tj. tylko dla tego promienia stosunek sinusa kąta padania do sinusa kąta załamania jest stały. Dla promienia anomalnego zależy on od samego kąta.